# Antonio Skármeta

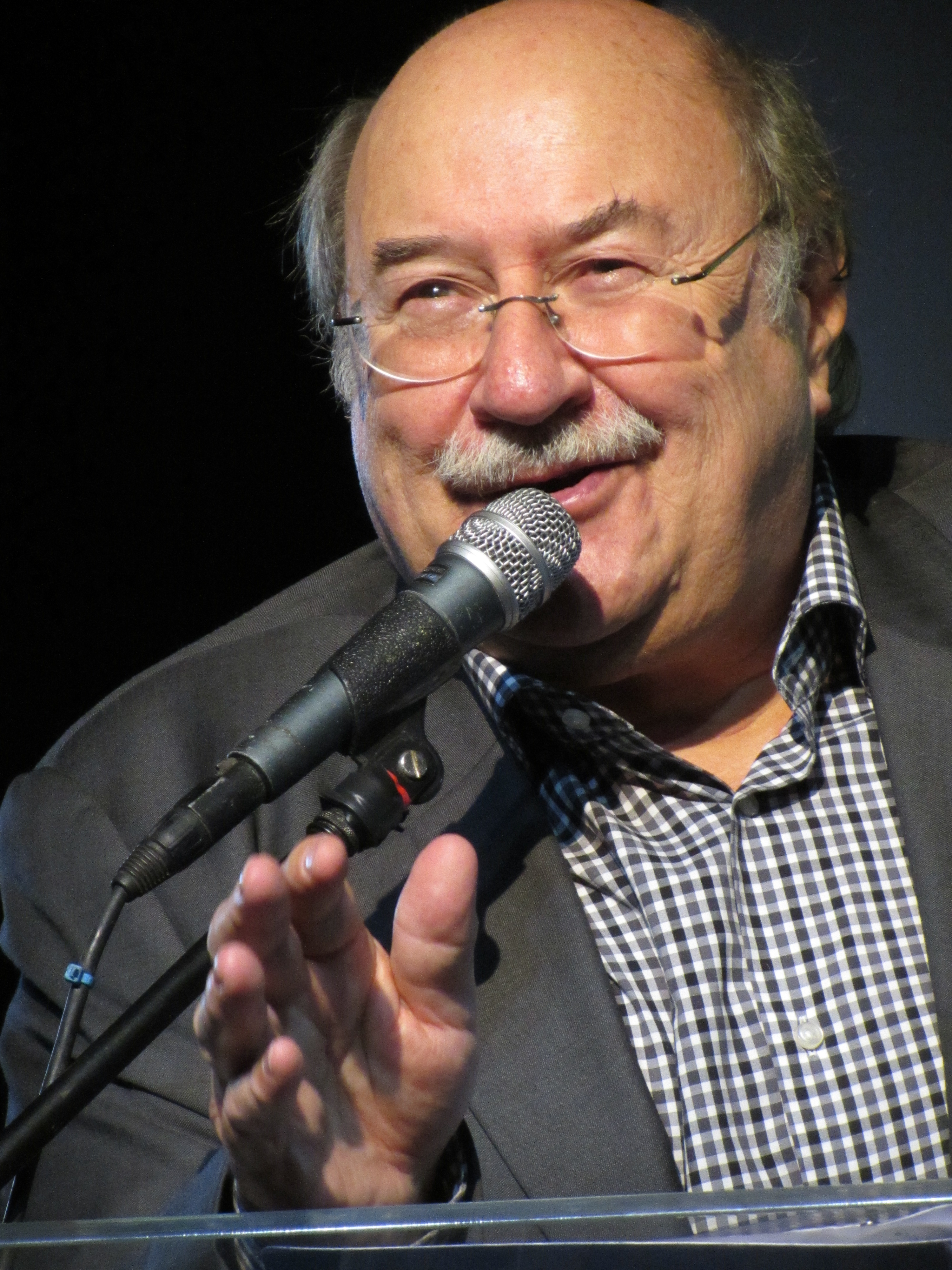
Antonio Skármeta (2015)

Esteban Antonio Skármeta Vraničić (* 7. November 1940 in Antofagasta; † 15. Oktober 2024 in Santiago de Chile) war ein chilenischer Schriftsteller und von 2000 bis 2003 Botschafter seines Landes in Deutschland.

## Leben
Skármeta war der Sohn kroatischer Einwanderer von der Insel Brač. Er wurde 1940 in Antofagasta, einer Küstenstadt im Norden Chiles, geboren. Er studierte Philosophie an der Universidad de Chile und reiste 1964 in die USA, wo er an der Columbia University einen Masterabschluss erlangte. Mit an seiner Seite war damals seine erste Ehefrau, die chilenische Malerin Cecilia Boisier, mit der er zwei Kinder bekam.
Er musste als Anhänger Salvador Allendes nach dem Militärputsch 1973 das Land verlassen und ging über Argentinien und Portugal nach West-Berlin. 1975 kam er ohne deutsche Sprachkenntnisse als Gast des Berliner Künstlerprogramms nach Deutschland, wo er regen Kontakt zu seinen deutschen und internationalen Kollegen sucht. Während seiner Zeit in Deutschland schrieb er seinen ersten Roman Ich träumte, der Schnee brennt (1978), der im Aufbau-Verlag erschien und Chile zwischen revolutionärem Aufbruch und Putsch aus der Perspektive eines jungen Protagonisten schildert. In Berlin schrieb er zudem an Drehbüchern für deutsche Filme, u. a. für Peter Lilienthal. 1989 kehrte er nach Chile zurück.
Skármeta war Autor zahlreicher Romane und Erzählungen. Sein bekanntestes Buch ist der Roman Mit brennender Geduld, der auf seinem Drehbuch zum gleichnamigen Film aus dem Jahre 1983 basiert. Ursprünglich hatte er den Film 1983 in Schwarz-Weiß und mit bescheidenen Mitteln in eigener Regie gedreht. Der Stoff wurde von Michael Radford 1994 unter dem Titel Der Postmann (Il Postino) mit internationalem Erfolg neu verfilmt. Film und Buch behandeln die Freundschaft zwischen einem Briefträger und dem chilenischen Literaturnobelpreisträger Pablo Neruda. Die bekannte Szene, in der ein junger Briefträger auf einem klapprigen Fahrrad die Serpentinen einer Küstenstraße entlangfährt, um einem seltsamen Mann Briefe und Päckchen zu bringen, der sich als Pablo Neruda herausstellt, stammt aus dieser Geschichte. Der Briefträger verliebt sich in ein Mädchen aus dem Dorf, wo Neruda lebt, und durch die Gedichte Nerudas bekundet er dem Mädchen seine Liebe und wird schließlich selbst zum Dichter. Im Buch endet die Freundschaft 1973 mit dem Tod Nerudas nach dem Putsch. Der Titel des Buches geht auf ein Zitat von Arthur Rimbaud zurück: „Im Morgengrauen werden wir, bewaffnet mit brennender Geduld, die Städte betreten.“ So schreibt Skármeta in seinem Roman: „Nur mit brennender Geduld werden wir die strahlende Stadt erobern, die allen Menschen Licht, Gerechtigkeit und Würde schenken wird. So wird die Poesie nicht vergebens gesungen haben.“ In Radfords Film wird Neruda vom französischen Schauspieler Philippe Noiret dargestellt. Skármeta erhielt 1984 für die Verfilmung den Sonderpreis des Kultusministers von Nordrhein-Westfalen im Rahmen des Adolf-Grimme-Preises.
Nach der Rückkehr der Demokratie in Chile wurde Skármeta 2000 zum chilenischen Botschafter in Berlin ernannt und hatte dieses Amt bis 2003 inne. Er war Mitglied im PEN-Zentrum Deutschland. Im chilenischen Fernsehen moderierte er eine Literatursendung, die aktuelle Bücher vorstellte. Sein letzter großer Erfolg war das Drehbuch zu dem Spielfilm No! (2012, Regie: Pablo Larraín), das auf seinem Theaterstück El plebiscito basiert; der Film zeigt die Kampagne der Pinochet-Gegner, die es mit farbenfrohen Werbebotschaften schaffen, das Referendum über dessen Verbleib im Präsidentenamt 1988 für sich zu entscheiden.
2014 erhielt Skármeta den Premio Nacional de Literatura de Chile.
Am 15. Oktober 2024 starb er im Alter von 83 Jahren in Santiago de Chile.

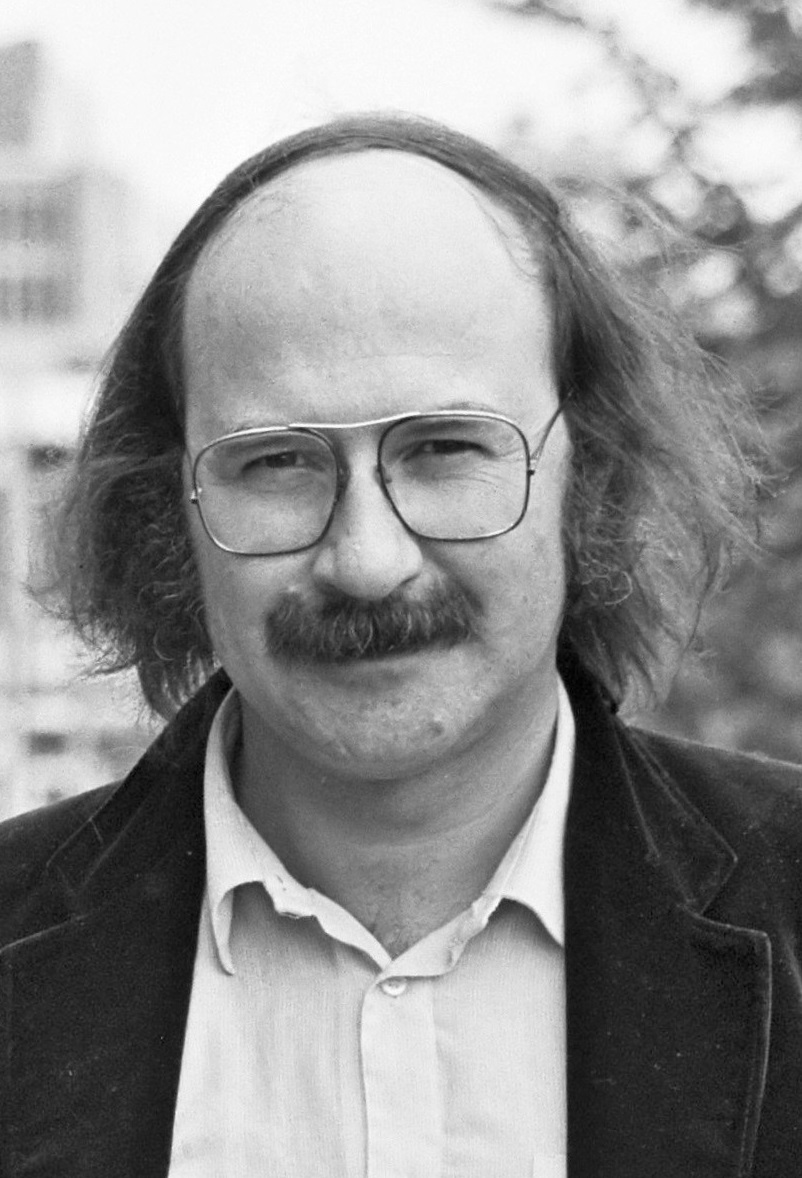
Antonio Skármeta (1981)

## Werke in deutscher Übersetzung
- Alles verliebt, nur ich nicht, 1976 im Aufbau-Verlag (Erzählungen).
- Ich träumte, der Schnee brennt, 1978 im Aufbau-Verlag (Roman).
- Nixpassiert, 1978.
- Aufstand in Leon, 1982 im Aufbau-Verlag (Roman).
- Mit brennender Geduld, 1985.
- Der Radfahrer vom San Cristóbal, 1986.
- Sophies Matchball, 1989.
- Aus der Ferne sehe ich dieses Land. Ein Chilene in Berlin, 1993.
- Die Hochzeit des Dichters, 2000.
- Das Mädchen mit der Posaune, 2002.
- Mitlesebuch 61 – Berlin-Geschichten, Aphaia Verlag, Berlin 2002.[6]
- Der Aufsatz, 2003.
- Der Dieb und die Tänzerin, 2005.
- Mein Vater aus Paris, Roman, aus dem Spanischen von Stefanie Gerhold, Graf Verlag, München 2011, ISBN 978-3-86220-013-9.
- Mein Freund Neruda, 2011.
- Die Tage des Regenbogens, 2013, Roman aus dem chilenischen Spanisch von Stefanie Gerhold, Graf Verlag, München 2013, ISBN 3-86220-030-2.

## Schriften
- Das Gesetz der Wolken – Über die Bilder von Ingo Kühl / La ley de las nubes – Sobre las pinturas de Ingo Kühl. In: Landschaften am Ende der Welt – Bilder von Ingo Kühl in Patagonien und Feuerland gemalt / Paisajes del fin del mundo – Cuadros de Ingo Kühl pintados en la Patagonia y Tierra del Fuego. Berlin 2006[7] und in: Ingo Kühl Auf dem Weg ins Unbekannte. Kettler Kunst, Bönen 2007, ISBN 978-3-939825-32-6, S. 126–129.

## Hörspiel
1982: Brennende Geduld. Hörspielbearbeitung durch Antonio Skármeta. Mit: Ernst Schröder, Wolfgang Peau, Nina Hoger, Hannelore Hoger, u. a.
Regie: Bernd Lau. SWF/BR/SFB

## Verfilmungen
Literarische Vorlage:
- 1980: Die Spur des Vermißten – nach der Erzählung „Die Suche“
- 1984: Kleine Revolte (Pequeña revancha) – nach der Erzählung „Der Aufsatz“
- 1986: In der Wüste
- 1994: Der Postmann
- 2013: No!, nach dem unveröffentlichten Theaterstück El plebiscito, Drehbuch Pedro Peirano[8]

Drehbuch:
- 1973: La Victoria
- 1975: Es herrscht Ruhe im Land
- 1978: Aus der Ferne sehe ich dieses Land
- 1980: Der Aufstand (La insurrección)
- 1983: Mit brennender Geduld (Ardiente paciencia) – auch Regie
- 1984: Abschied in Berlin – auch Regie
- 1986: Wenn wir zusammen lebten – auch Regie
- 1987: Der Radfahrer von San Cristóbal